# Hausen (Argovie)
Pour les articles homonymes, voir Hausen.
Hausen est une commune suisse du canton d'Argovie, située dans le district de Brugg.

Vue aérienne (1964)